# Bistum Vieste

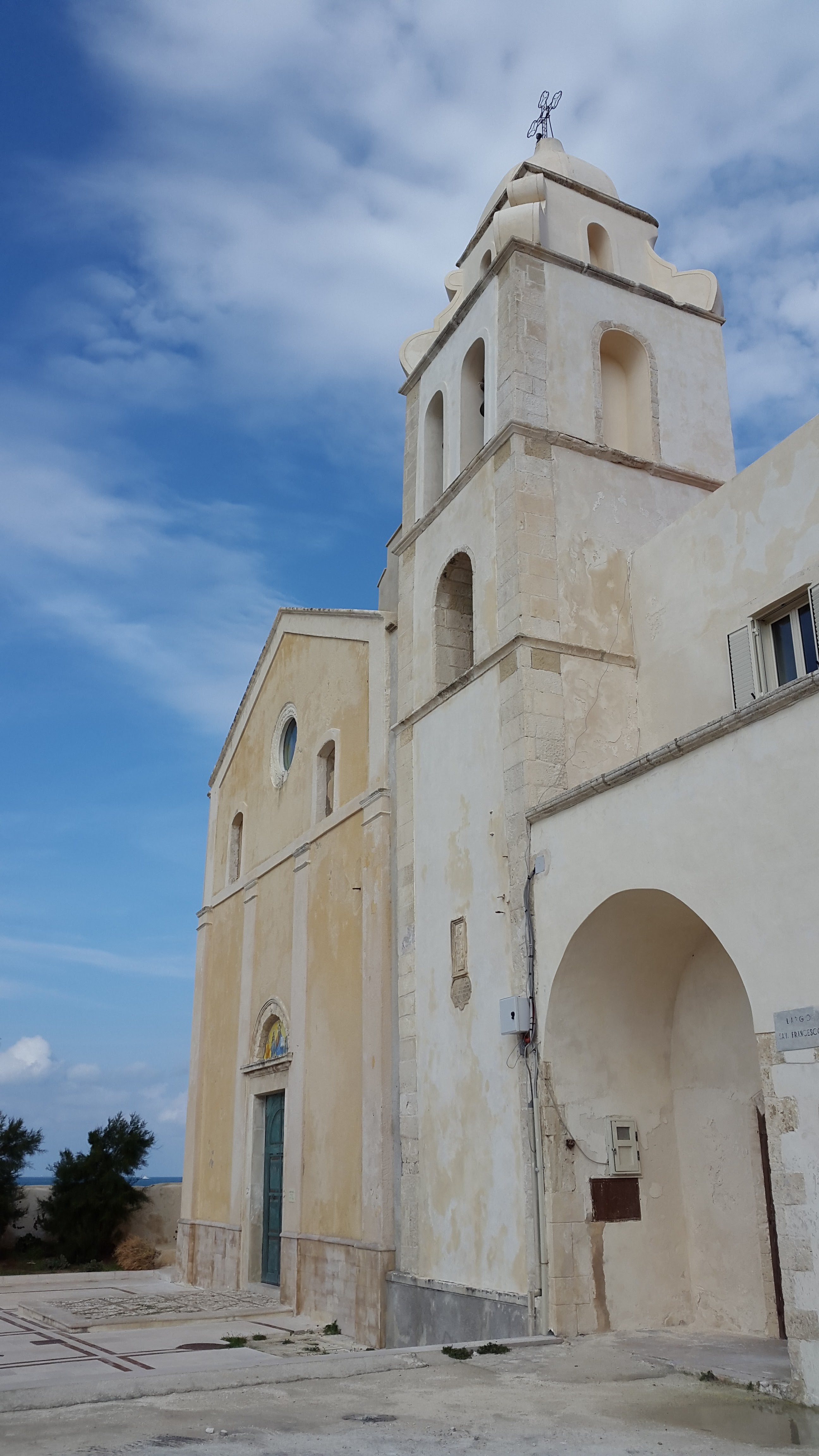
Santa Maria Assunta

Das in Italien gelegene ehemalige Bistum Vieste (lateinisch Vestanus) mit dem Bischofssitz Santa Maria Assunta in Vieste wurde gegen Ende des 10. Jahrhunderts gegründet. Die damalige Zuordnung ist unbekannt, von Paschalis II. wurde Vieste Anfang des 12. Jahrhunderts als einziger Suffragan dem Erzbistum Siponto unterstellt.
Ugo Boncompagni, der spätere Gregor XIII., wurde 1558 Bischof von Vieste.
Am 27. Juni 1818 wurde das Bistum aufgehoben und mit dem Erzbistum Siponto zum Erzbistum Manfredonia-Vieste vereinigt.